# Verrucaria nigrofusca
Verrucaria nigrofusca är en lavart som beskrevs av Servít. Verrucaria nigrofusca ingår i släktet Verrucaria och familjen Verrucariaceae.   Inga underarter finns listade i Catalogue of Life.